# William Beaudine
William Washington Beaudine (New York, 15 januari 1892 - San Fernando Valley, 18 maart 1970) was een Amerikaans filmregisseur en acteur.
Hij begon zijn carrière als acteur in 1909 bij Biograph Studios, maar ontdekte al snel liever te willen regisseren. Hij regisseerde verschillende bekende stomme films, waaronder Sparrows, met Mary Pickford. Voordat de film met geluid werd geïntroduceerd had Beaudine al ruim dertig films geregisseerd. Hij stond bekend om zijn snelle manier van films maken, waarbij hij soms in enkele weken een film voltooide. Voor de film Mom and Dad uit 1945 had hij slechts zes dagen nodig.
Toen hij zijn laatste grote films publiceerde in 1966 was hij de regisseur met het meeste ervaring, omdat hij al sinds 1909 in het vak zat. Beaudine zou uiteindelijk werkzaam zijn tot zijn overlijden in 1970.
- Biblioteca Nacional de España: XX1259250
- Bibliothèque nationale de France: cb13930137c (data)
- Gemeinsame Normdatei: 129856886
- International Standard Name Identifier: 0000 0000 8156 9637
- Library of Congress Control Number: n89129671
- Nationale Bibliotheek van Israël: 987007452437105171
- Istituto Centrale per il Catalogo Unico: LO1V295818
- SNAC: w6fz09r3
- Système universitaire de documentation: 188321578
- Virtual International Authority File: 76503113
- WorldCat: E39PBJfX6wy99QqwCBXHWPW7HC